# Удодов, Александр Абрамович
Александр Абрамович Удодов (12 [25] августа 1917, Старомихайловка, Екатеринославская губерния — 9 февраля 1985, Донецк) — автоматчик роты автоматчиков 997-го стрелкового полка (263-я стрелковая дивизия, 51-я армия, 4-й Украинский фронт), красноармеец. Герой Советского Союза (1945).

## Биография
Родился 25 августа 1917 года в посёлке Старомихайловка ныне Донецкой области (по другим данным в Юзовке — ныне город Донецк). Окончил неполную среднюю школу. Работал на шахте.
В Красной Армии с 1938 по 1940 год и с 1944 года. Во время Великой Отечественной войны воевал в составе 4-го Украинского, 1-го Прибалтийского, 2-го и 3-го Белорусских фронтов.
Красноармеец Александр Удодов отличился 9 мая 1944 года в бою в районе высоты 178.2 на подступах к Севастополю. Подобравшись к вражескому дзоту и забросав его гранатами, Удодов увидел, что не сумел подавить огневую точку, и тогда закрыл амбразуру дзота своим телом. Был тяжело ранен, но остался жив.
В 1944 году после излечения в госпитале был демобилизован.
Жил в Донецке. Работал на шахте. Умер 9 февраля 1985 года.

## Награды
- Указом Президиума Верховного Совета СССР от 24 марта 1945 года за мужество, отвагу и героизм, проявленные в борьбе с немецко-фашистскими захватчиками, красноармейцу Удодову Александру Абрамовичу присвоено звание Героя Советского Союза с вручением ордена Ленина и медали «Золотая Звезда» (№ 5514).
- Награждён медалями, среди которых «За отвагу».